# Lishi
Lishi (chinesisch 离石区, Pinyin Líshí Qū) ist ein chinesischer Stadtbezirk der bezirksfreien Stadt Lüliang in der Provinz Shanxi. Lishi bildet das Stadtzentrum und ist auch Sitz der Stadtregierung von Lüliang.
Der Stadtbezirk hat eine Fläche von 1.315 km² und 456.355 Einwohner (Stand: Zensus 2020). Sie leben in der 919 Meter über dem Meeresspiegel gelegenen Stadt hauptsächlich von den großen Kohlevorkommen in der Umgebung sowie der Landwirtschaft. Das Klima ist kalt und trocken, die Temperaturen liegen im Jahresdurchschnitt bei circa 10 °C.

## Administrative Gliederung
Auf Gemeindeebene setzt sich Lishi aus sieben Straßenvierteln, zwei Großgemeinden und drei Gemeinden zusammen. Diese sind:
- Straßenviertel Binhe (滨河街道);
- Straßenviertel Fengshan (凤山街道);
- Straßenviertel Lianhuachi (莲花池街道);
- Straßenviertel Chengbei (城北街道);
- Straßenviertel Tianjiahui (田家会街道);
- Straßenviertel Jiakou (交口街道);
- Straßenviertel Xishuba (西属巴街道);
- Großgemeinde Wucheng (吴城镇);
- Großgemeinde Xinyi (信义镇);
- Gemeinde Hongyanchuan (红眼川乡);
- Gemeinde Zaolin (枣林乡);
- Gemeinde Pingtou (坪头乡).